# Lucien De Pauw
Lucien De Pauw (27 maart 1935) is een Belgische voormalige atleet, die gespecialiseerd was in het hordelopen. Hij was ook een degenschermer.

## Biografie
De Pauw werd in 1955 Belgisch kampioen op de 110 m horden en de 200 m horden . Hij was aangesloten bij Sporting Club Anderlecht.
De Pauw werd in 1958 Belgisch kampioen in het schermen met de degen. Daarna heeft hij lang de schermclub Durandal in Schaarbeek getraind en met Durandal ook verschillende Belgische titels veroverd.

## Belgische kampioenschappen

### Atletiek
| Onderdeel    | Jaar |
| ------------ | ---- |
| 110 m horden | 1955 |
| 200 m horden | 1955 |

### Schermen
| Onderdeel | Jaar |
| --------- | ---- |
| degen     | 1958 |

## Persoonlijk record
| Onderdeel    | Prestatie | Datum        | Plaats              |
| ------------ | --------- | ------------ | ------------------- |
| 110 m horden | 14,7 s    | 10 juli 1955 | Watermaal-Bosvoorde |
| 200 m horden | 24,6 s    | 10 juli 1955 | Watermaal-Bosvoorde |

## Palmares

### Atletiek

#### 110 m horden
- 1955  BK AC – 14,7 s

#### 200 m horden
- 1955  BK AC – 24,6 s

### Schermen
Degen
- 1958:  BK